# Robert Flaherty-impressions
Robert Flaherty-impressions is een compositie van Richard Arnell.
De Brit Arnell bevond zich gedurende de Tweede Wereldoorlog in de Verenigde Staten. In 1940 werd hij door Dorothy Mayer indirect in contact gebracht met de filmregisseur Robert J. Flaherty. Arnell schreef uiteindelijk de muziek voor diens film The land. The land was een documentairefilm over de mechanisatie en de daarmee samenhangende overproductie van katoen in de VS. Niet alleen de positieve kanten werden daarbij belicht, maar ook de ontwrichtende werking daarvan op de plaatselijke bevolking. Zij kwam terecht in armoe en ook de trek naar de grote stad kon hen niet verder helpen. De documentaire werd destijds niet uitgezonden.
Zeventien jaar later portretteerde Arnell Flaherty zelf. De muziek is filmisch van karakter in de traditie van de romantische stijl. In 1946 had Arnell al een stuk geschreven over Flaherty’s boerderij in Black Mountain-prelude. 
Het originele werk is uiteraard opgedragen aan Dorothy Mayer. In 1991 kwam daar dirigent Martin Yates bij. 